# Dióslak
Dióslak (szlovénül: Nuskova, vendül Noskova, németül: Rottenberg) falu a Muravidéken, Szlovéniában. Közigazgatásilag Szarvaslakhoz tartozik.

## Fekvése
Muraszombattól 30 km-re, Felsőlendvától 4 km-re északnyugatra a Vendvidéki-dombság a Goričko területén az osztrák határ közelében fekszik.

## Története
1365-ben "Nozcykfalua" alakban említik először abban az oklevélben, melyben I. Lajos király elcseréli Felsőlendva várát a hozzátartozó 73 faluval, köztük Noszikfalvával a mai Dióslakkal együtt Éleskő és Miskolc uradalmáért, valamint a Szent Péter és Pál apostolok tiszteletére létesült tapolcai apátság kegyuraságáért. 1366-ban "Nozykfalua" néven említik.
A Széchy család fiágának kihalása után 1685-ban Felsőlendva új birtokosa Nádasdy Ferenc, Széchy Katalin férje lett. Ezután az uradalommal együtt egészen a 19. század második feléig a Nádasdyaké.
Vályi András szerint "NOSZKOVA. Tót falu Vas Várm. földes Ura G. Nádasdi Uraság, lakosai katolikusok, fekszik Sz. Györgyhöz nem meszsze, és annak filiája, határja is hozzá hasonlító."
Fényes Elek szerint "Nuszkova, vindus falu, Vas vmegyében, a lendvai uradalomban, 232 kath., 124 evang. lak."
Vas vármegye monográfiája szerint "Dióslak. Lakosai vendek és németek; 80 házból áll és lélekszáma 490, akik r. kath. és ág. ev. vallásúak. Postája Szarvaslak, távírója Szt.-Gotthárd. Földesurai a Nádasdyak voltak. A község a Lendva patak mellett fekszik; a tervezett gyanafalva-muraszombati vasútat a határában fogják elvezetni."
1910-ben 499, többségben szlovén lakosa volt, jelentős német kisebbséggel. A trianoni békeszerződésig Vas vármegye Muraszombati járásához tartozott.
1919-ben a Vendvidéki Köztársaság vette birtokába, ezt követően a Szerb–Horvát–Szlovén Királyság (1929-től Jugoszlávia) része lett.
1941-ben ismét Magyarországhoz került vissza, majd 1945 után véglegesen Jugoszlávia része lett. Német lakosságát a falut elfoglaló partizánok elüldözték.
1991-ben, Szlovénia függetlenségének kimondása óta Szlovénia része. A településnek a legutóbbi 2002-es adatok szerint 311 lakója volt.

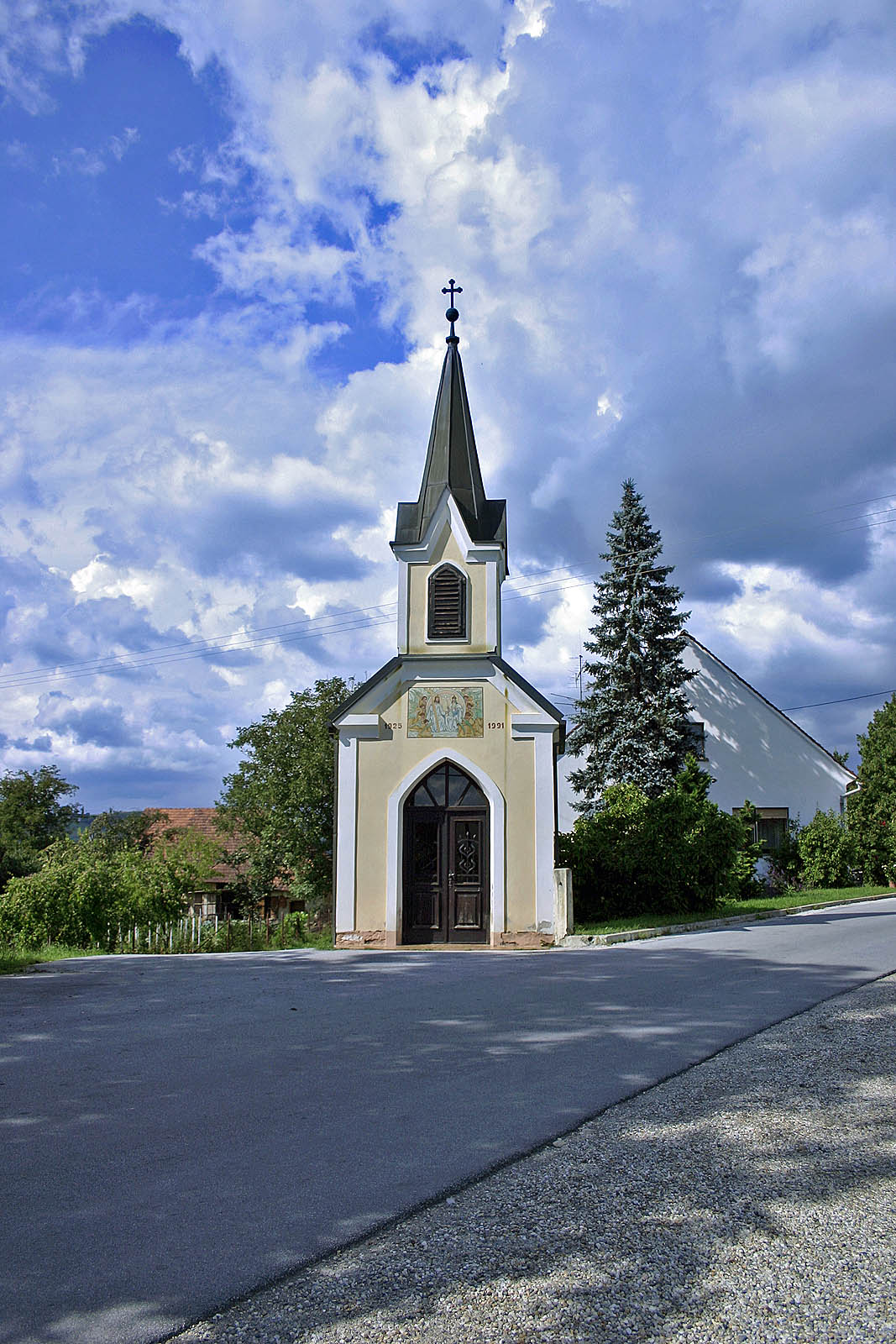
A dióslaki kápolna

## Nevezetességei
- A Szentháromság tiszteletére szentelt római katolikus kápolnája 1925-ben épült.
- Pünkösdi templom
- Ásványvízforrás.